# Aubin Vert
Aubin Vert ist eine autochthone Weißweinsorte der Region Grand Est in Frankreich. Die frühreifende Sorte erbringt Weine von eher einfacher Qualität und ist daher kaum noch anzutreffen. Kleinste Bestände (ca. 0,40 Hektar) finden sich noch in den Gemeinden Bulligny, Bruley, Pagney und Rozérieulles im Département Meurthe-et-Moselle. Anfang des 20. Jahrhunderts wurden noch Bestände in den Gemeinden Thiaucourt-Regniéville, Euvezin und Magny gemeldet.
Aubin vert ist eine Varietät der Edlen Weinrebe (Vitis vinifera). Sie besitzt zwittrige Blüten und ist somit selbstfruchtend. Beim Weinbau wird der ökonomische Nachteil vermieden, keinen Ertrag liefernde, männliche Pflanzen anbauen zu müssen.
Siehe auch den Artikel Weinbau in Frankreich und die Liste von Rebsorten.

## Herkunft
Eine 1999 durch Carole Meredith durchgeführte, breit angelegte DNA-Analyse mit 352 Rebsorten legt den Schluss nahe, dass die Sorte Aubin vert eine natürliche Kreuzung der Sorten Pinot und Gouais Blanc ist. Aus der gleichen Untersuchung ging hervor, dass die Sorten Aligoté, Auxerrois, Bachet Noir, Beaunoir, Chardonnay, Dameron, Franc Noir de la Haute Saône, Gamay Blanc Gloriod, Gamay, Knipperlé, Melon de Bourgogne, Peurion, Romorantin, Roublot und Sacy ähnlich wie Aubin Vert alle aus spontanen Kreuzungen zwischen Pinot und Gouais Blanc entstanden. Da die genetischen Unterschiede zwischen Pinot Blanc, Pinot Gris und Pinot Noir äußerst gering sind, liegt eine genaue Spezifizierung des Pinot-Typs noch nicht vor.
Der Erfolg dieser spontanen Kreuzung wird dadurch erklärt, dass die beiden Elternsorten genetisch gesehen grundverschieden sind. Während die Sorten der Pinot-Familie vermutlich aus dem Burgund stammen, wurde der Gouais Blanc von den Römern nach Frankreich gebracht. In den Rebgärten des Burgunds und der südlichen Champagne standen beide Sorten während einiger Jahrhunderte im Gemischten Satz.
Abstammung: Pinot × Gouais Blanc.

## Synonyme
Die Rebsorte Aubin Vert ist auch unter den Namen Aubun Vert, Blanc d’Euvézin, Blanc d’Euvizin und Vert Blanc bekannt.